# Landschaftsschutzgebiet Randhöhen zwischen Sintfeld und Diemeltal

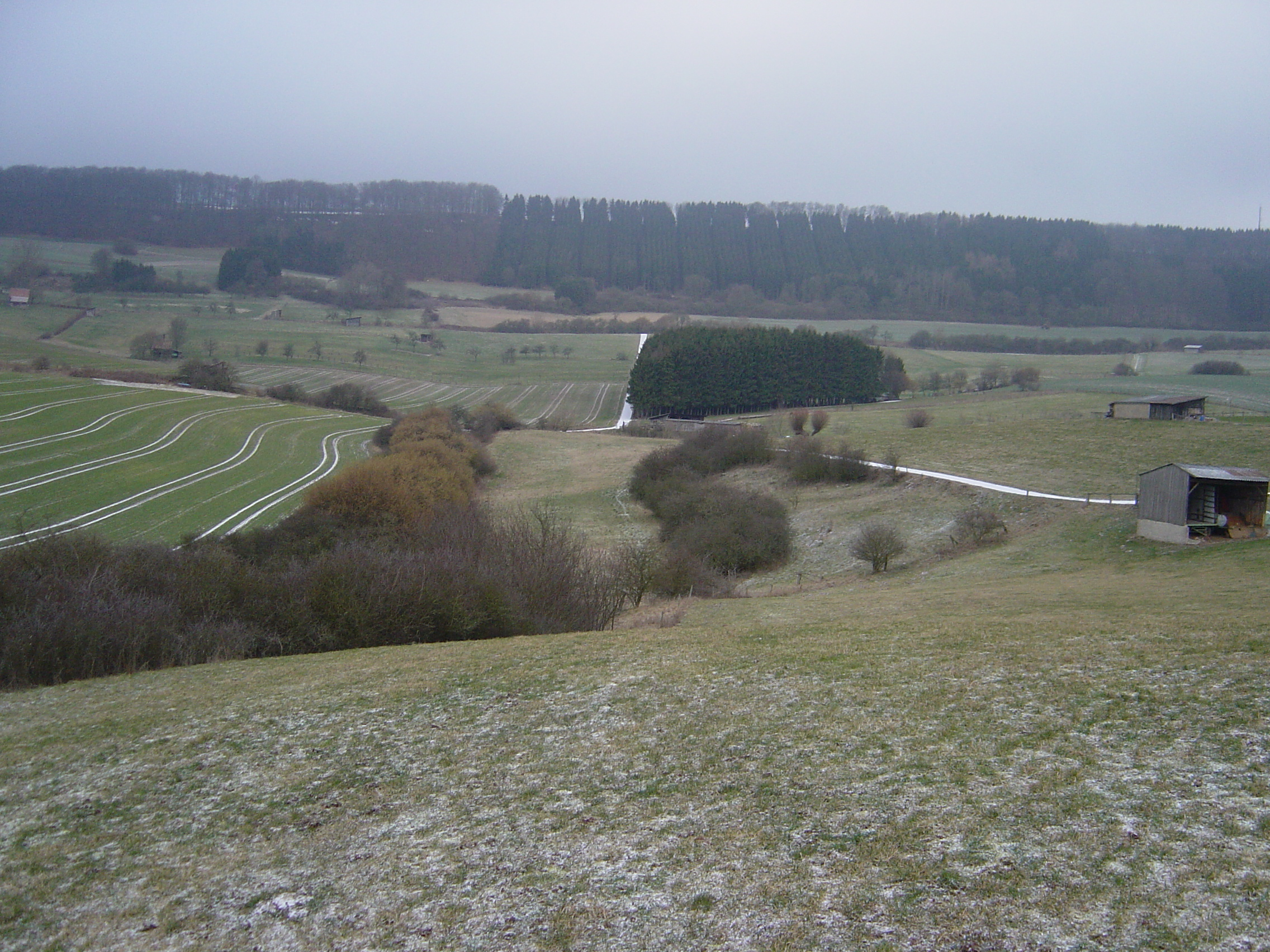
Wald im Hintergrund gehört zum LSG Randhöhen zwischen Sintfeld und Diemeltal

Das Landschaftsschutzgebiet Randhöhen zwischen Sintfeld und Diemeltal mit 1165,26 ha liegt im nordöstlichen Stadtgebiet von Marsberg und im Hochsauerlandkreis. Das Gebiet wurde 2002 mit dem Landschaftsplan Marsberg durch den Kreistag des Hochsauerlandkreises als Landschaftsschutzgebiet (LSG) ausgewiesen. Das LSG wurde als LSG vom Typ A, Allgemeiner Landschaftsschutz, ausgewiesen.

## Beschreibung
Das LSG umfasst großflächig Flächen, welche außerhalb vom Bebauungsbereich und anderen Schutzgebieten liegen. Im LSG liegen hauptsächlich Waldbereiche und kleinere Bereiche mit Offenland (Grünland und Acker).

## Schutzzweck
Die Ausweisung erfolgte zur Sicherung und Erhaltung der natürlichen Erholungseignung und der Leistungsfähigkeit des Naturhaushaltes gegenüber den vielfältigen zivilisatorischen Ansprüchen an Natur und Landschaft.

## Rechtliche Vorschriften
Wie in den anderen Landschaftsschutzgebieten im Stadtgebiet besteht im LSG ein Verbot, Bauwerke zu errichten. Vom Verbot ausgenommen sind Bauvorhaben für Gartenbaubetriebe, Land- und Forstwirtschaft. Die Untere Naturschutzbehörde kann Ausnahmegenehmigungen für Bauten aller Art erteilen.